# Паяк кръстоносец
Паякът кръстоносец (Araneus diadematus) е вид членестоного от семейство Araneidae.

## Разпространение и местообитание
Този вид е разпространен в цяла Европа, както и в по-голямата част от Северна Америка, от Южна Канада до Мексико и от Британска Колумбия до Нюфаундленд.
Паякът кръстоносец обитава градини, гори и паркове, като изплита паяжинни мрежи по храсти и дървета.

## Описание
Цветът на паяка кръстоносец варира от светложълт до тъмносив, но на гърба му винаги има пет или повече големи бели точки, наподобяващи кръст. Те представляват клетки, запълнени с гуанин, страничен продукт от на протеиновия метаболизъм. Коремчето е значително по-голямо от главогръда. По долната му страна има паяжинни брадавички, в които се отварят каналчета на паяжинни жлези. Отделеният от тях секрет се втвърдява и образува паяжинни нишки. С помощта на нокътчетата на задната двойка ходилни крака паякът ги съединява в обща нишка, от която изплита ловна мрежа. При попадане на насекомо в нея паякът получава сигнал по специална паяжинна нишка. Той изпълзява бързо върху мрежата, умъртвява жертвата си с отровен секрет и я оплита в паяжина. След известно време изсмуква смляната храна.
Развитието на паяка кръстоносец е пряко. Женската изплита торбовиден пашкул, в който снася 300 до 800 яйца, пази го известно време и умира.